# جیهو (قوم هو)
جیهو (انگلیسی: Jihu) (稽胡)، مردمی هو (مردم) بودند که در طول قرن هفتم پس از میلاد در امتداد رود زرد در شمال Guannei و هدونگ زندگی می‌کردند. به گفته جاناتان کرم اسکاف، جیهو دارای ویژگی‌های صورت متمایز از مردم هان محلی بود و به عنوان دارای سرهای بربر و زبان هان توصیف شد.
اکثریت جیهو زبان مادری خود را حفظ کردند و به استثنای رؤسایشان، هیچ‌کدام زبان چینی صحبت نکردند. مردان لباسی مشابه مردم هان می‌پوشیدند و رفتارهای رزمی مشابهی را انجام می‌دادند در حالی که زنان جواهرات صدفی می‌پوشیدند و به داشتن روابط جنسی قبل از ازدواج معروف بودند. آنها نوع خاصی از کتانی را تولید می‌کردند که به «کتانی زن بربر» یا «کتانی زن جی» معروف بود.
جیهو یک قدیس محلی Jihu بودیسم را می‌پرستید و بتکده‌های خاکی با میله‌های پرچم سرو تزئین شده با پیله‌های کرم ابریشم می‌ساخت.
جیهو به همراه مردم ترک در اوایل دهه ۶۲۰ در حملاتی علیه [دودمان تانگ]] شرکت کرد، اما در نهایت در سال ۶۲۶ به تانگ تسلیم شد.